# Kerstin Jentzsch
Kerstin Jentzsch (* 11. Juli 1964 in Wriezen) ist eine deutsche Journalistin und Schriftstellerin.
Kerstin Jentzsch war in sehr verschiedenen Berufen tätig, u. a. Lehrerin an einer staatlichen Oberschule, Lehrbeauftragte an der SRH Hochschule Berlin, Synchronsprecherin, Journalistin sowie in Medienberufen.
Ihr erster Roman »Seit die Götter ratlos sind« fand im In- und Ausland großen Anklang. »Die Ankunft der Pandora« wurde von der Stiftung Lesen in ihre Empfehlungsliste »100 Jahrhundert-Romane« aufgenommen. 

## Werke (Auswahl)
- Lisa-Meerbusch-Trilogie:
  - Seit die Götter ratlos sind (Roman, 1994), Verlag Das Neue Berlin, ISBN 3-359-00728-X, Heyne-Verlag, ISBN 3-453-09954-0
  - Ankunft der Pandora (Roman, 1996), Verlag Das Neue Berlin, ISBN 3-359-00794-8, Heyne-Verlag, ISBN 3-453-13055-3
  - Iphigenie in Pankow (Roman, 1998), Desotron-Verlagsgesellschaft, ISBN 3-932875-00-1
- Zimmer Nr. 51 (Roman, 2000), Desotron-Verlagsgesellschaft, ISBN 3-932875-05-2
- Iphigenie in Pankow (Theaterstück, 2002)